# Michael Holmqvist
Michael "Honken" Holmqvist, född den 8 juni 1979 i Stockholm, är ishockeytränare och tidigare professionell ishockeyspelare. Han inledde sin karriär i moderklubben Djurgårdens IF, där han gick igenom juniorsystemet och debuterade i Elitserien säsongen 1996/97. Därefter spelade han två säsonger för Färjestad BK och var med om att vinna SM-guld 1998. Under samma period gjorde han även några matcher för Hammarby IF i Division I.
Säsongen 1999/00 gick Holmqvist till finska HC TPS, där han under fyra säsonger vann två guld i Liiga (2000 och 2001). Han NHL-draftades redan 1997 av Mighty Ducks of Anaheim och anslöt till klubben 2003. Under två säsonger tillhörde han Ducks, men spelade främst i AHL med farmarlaget Cincinnati Mighty Ducks. Därefter följde två säsonger i NHL med Chicago Blackhawks. Inför säsongen 2007/08 återvände Holmqvist till Sverige för spel med Frölunda HC i Elitserien. Han gick sedan vidare till två säsonger vardera i Djurgårdens IF och Linköping HC. Med Djurgården tog han SM-silver 2010. Han avslutade karriären 2014/15, efter att bland annat ha varit med och spelat upp Djurgården från Hockeyallsvenskan till SHL.
Holmqvist representerade Sverige vid ett VM, JVM och JEM. Han har en yngre bror som också spelade ishockey, Andreas Holmqvist.

## Karriär

### Klubblag

#### 1996–1999: Början av karriären
Holmqvist inledde sin ishockeykarriär i Djurgårdens IF. Via klubbens ungdoms- och juniorverksamhet tog han steget till att spela för A-laget där han gjorde Elitseriedebut säsongen 1996/97. Han spelade sin första match för klubben den 17 september 1996, i en 6–3-seger mot HV71. Totalt spelade han nio grundseriematcher utan att noteras för några poäng. Den följande sommaren NHL-draftades i den första rundan som 18:e spelare totalt av Mighty Ducks of Anaheim.
Inför säsongen 1997/98 ville Djurgården låna ut Holmqvist till Huddinge IK något som gjorde att han valde att lämna klubben. De följande två säsongerna tillhörde Holmqvist istället seriekonkurrenten Färjestad BK. Säsongen 1997/98 blev han första kompletta i Elitserien. I grundserien slutade laget på andraplats där Holmqvist på 41 spelade matcher stod noterad för två mål och tre assist. I det följande SM-slutspelet tog sig Färjestad till final sedan man i kvarts- respektive semifinal slagit ut Luleå HF (3–0) och Frölunda HC (3–1). I finalserien vände Färjestad ett 2–1-underläge till seger med 2–3 mot Djurgårdens IF och bärgade därmed ett SM-guld.
Under sin andra säsong i Färjestad hade Holmqvist inte lika stor roll i laget. Han spelade endast 15 matcher i Elitserien där han gick poänglös. Han tillbringade också delar av säsongen med att spela för klubbens J20-lag (nio mål, sju assist på elva matcher) och som utlånad till Hammarby IF i Division I. På tre matcher för Hammarby stod han för två mål.

#### 1999–2007: HC TPS och NHL-karriär

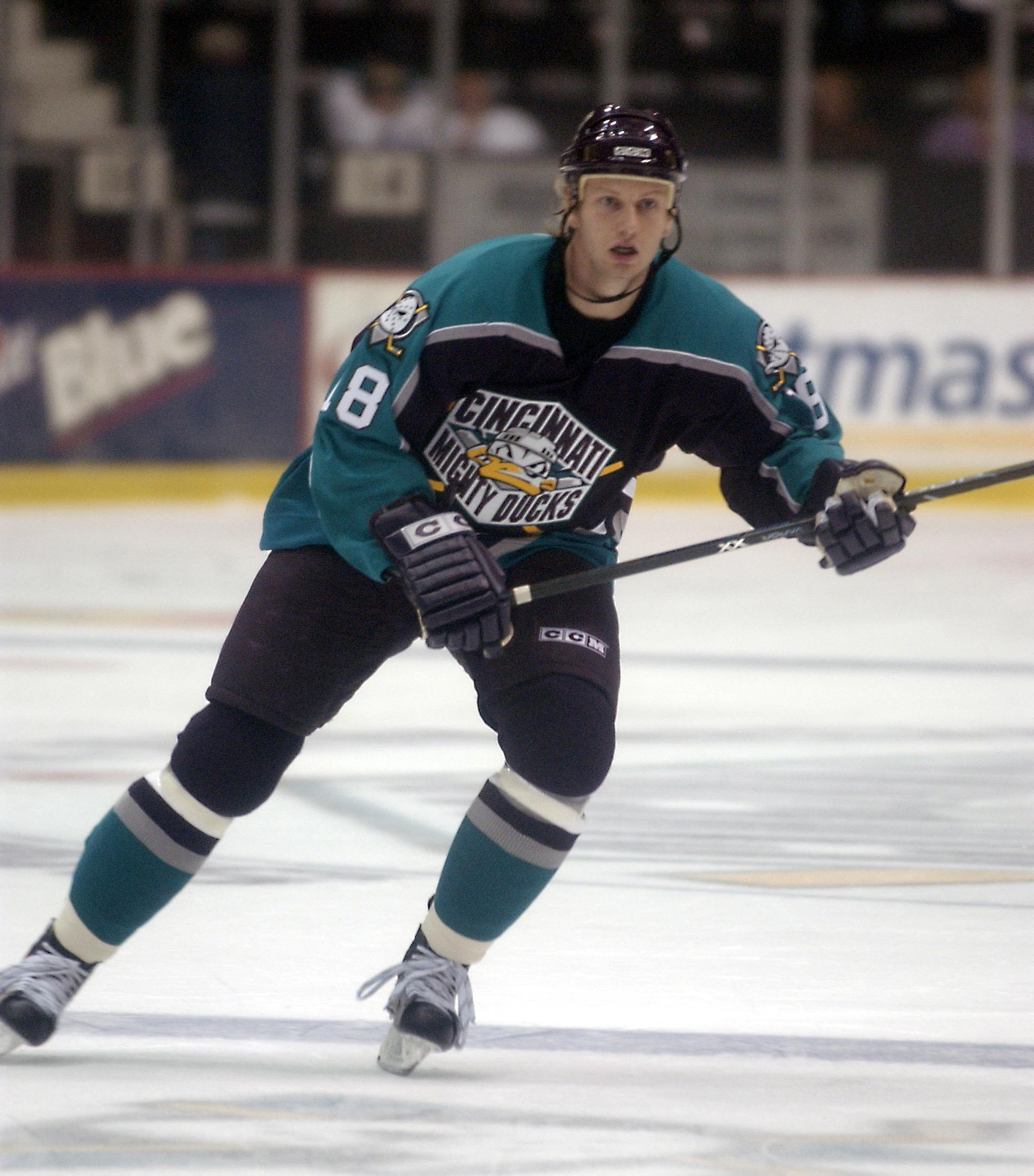
Holmqvist med Cincinnati Mighty Ducks 2004.

Inför säsongen 1999/00 lämnade Holmqvist Sverige för spel med HC TPS i finska Liiga. Han gjorde debut i ligan den 16 september 1999 i en 4–2-seger mot HIFK. Laget vann grundserien där Holmqvist spelade samtliga 54 grundseriematcher och stod för tolv mål och tre assistpoäng. TPS tog sig till finalspel sedan man i kvarts- respektive semifinal besegrat Ilves (3–0) och HIFK (3–1). I finalserien ställdes man mot Jokerit vilka man besegrade med 3–1 i matcher. Kort därefter opererade Holmqvist sitt korsband och det tog något längre tid för Holmqvist att anpassa sig till spelet vid sin comeback. Poängproduktionen i grundserien sjönk säsongen 2000/01 då han på 46 matcher stod för fyra mål och fem assistpoäng. Laget slutade på andra plats i grundserien och tog sig återigen till finalspel, denna gång sedan man både besegrat Pelicans och Kärpät med 3–0 i matcher i kvarts- respektive semifinal. I finalen besegrade TPS Tappara med 3–1 i matcher och vann därmed sitt andra raka finska mästerskap. I finalseriens fjärde match avgjorde Holmqvist till sitt lags fördel genom att göra mål i förlängningsspel. Han tangerade sin notering från föregående slutspel med exakta siffror; han spelade elva matcher där han stod för två mål och tre assist.
Under sin tredje säsong i Finland stod Holmqvist 22 poäng på 56 grundseriematcher (9 mål, 13 assist). Han slutade på sjua i den interna poängliga och laget slutade på fjärde plats i grundserietabellen. I slutspelet slogs laget ut i semifinal av Tappara med 3–0 i matcher. TPS föll därefter också i matchen om tredjepris mot HPK (3–1). Säsongen 2002/03 kom att bli Holmqvists sista med TPS. Han slutade på andra plats i lagets interna poängliga då han gjorde sin poängmässigt bästa säsong i Liiga. På 56 grundseriematcher stod han för 40 poäng (15 mål, 25 assist). Laget gjorde dock sin sämsta grundserie sedan säsongen 1973/74 då man tangerade denna säsongs åttonde plats. Laget var det sista att ta sig till slutspel där man omgående slogs ut av seriesegraren HPK med 4–3 i matcher.
Den 29 april 2003 stod det klart att Holmqvist skrivit ett ettårsavtal med Mighty Ducks of Anaheim i NHL. Han inledde säsongen 2003/04 med att göra NHL-debut den 9 oktober i en 3–1-förlust mot Nashville Predators. Den 7 januari 2004 noterades han för sina två första mål i NHL, på Cristobal Huet, i en match som slutade 4–4 mot Los Angeles Kings. Han fördelade sin speltid denna säsong relativt jämnt i NHL och med Mighty Ducks farmarklubb i AHL, Cincinnati Mighty Ducks. Enligt egen utsago stördes han i sluttampen av säsongen av olika skador. I NHL spelade han totalt 21 grundseriematcher där han noterades för två mål. I AHL spelade han 24 grundseriematcher och stod för sju mål och lika många assistpoäng. Den 16 juli 2004 meddelades det att Holmqvist förlängt sitt avtal med Mighty Ducks med ytterligare en säsong. Då NHL-säsongen ställdes in på grund av lockout tillbringade Holmqvist hela säsongen med Cincinnati i AHL. Han var en av lagets poängmässigt bästa spelare och blev uttagen att spela i AHL:s All Star-match. På 79 grundseriematcher stod han för 46 poäng och med 32 assist vann han lagets interna assistliga. Laget lyckades att ta sig till Calder Cup-slutspelet där man slogs ut i kvartsfinal av Chicago Wolves med 4–1 i matcher.
Inför säsongen 2005/06 återvände Holmqvist till Sverige och undertecknade den 21 juni 2005 ett ettårskontrakt med Linköping HC i Elitserien. Kontraktet var emellertid ett så kallat 'lockoutkontrakt', vilket gav honom möjlighet att återvända till Nordamerika om han skulle få kontraktsförslag från någon NHL-klubb. I slutet av juli 2005 bekräftade Chicago Blackhawks att man bytt till sig rättigheterna till Holmqvist från Mighty Ducks mot Travis Moen. Den 14 augusti 2005 meddelades det att Holmqvist skrivit ett treårsavtal med Linköping efter att förhandlingarna med Blackhawks sett ut att stranda. Två dygn senare stod det dock klart att Holmqvist lämnat Linköping då han skrivit ett ettårigt envägsavtal med Blackhawks. Han var därefter ordinarie i Blackhawks och missade endast 10 av grundseriens 82 matcher. Han stod för tio mål och lika många assist. Blackhawks misslyckades att ta sig till Stanley Cup-slutspelet.
Den 13 juli 2006 meddelades det att Holmqvist förlängt sitt avtal med Blackhawks med ytterligare ett år. Denna följande säsongen kom att bli Holmqvists sista i Nordamerika. Blackhawks misslyckades åter att ta sig till slutspel. På 63 grundseriematcher stod Holmqvist för sex mål och sju assist. Han fick delar av säsongen störd på grund av skador i ryggen och axeln.

#### 2007–2015: Återkomst till Sverige

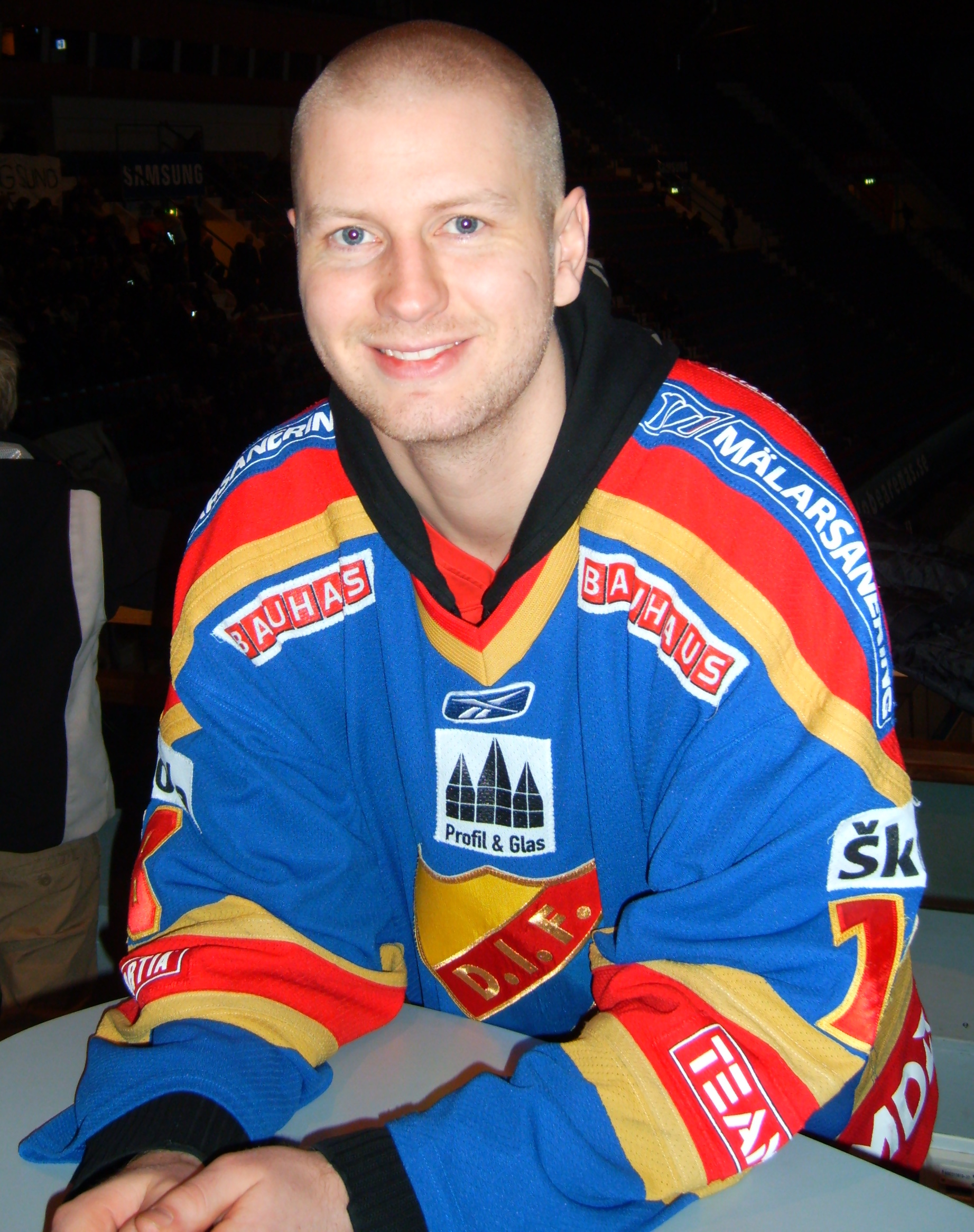
Holmqvist i Djurgårdströja 2009.

Efter fyra säsonger i Nordamerika bekräftades det den 3 augusti 2007 att Holmqvist återvänt till Sverige och skrivit ett treårsavtal med Frölunda HC i Elitserien. Holmqvist spelade 53 av 55 grundseriematcher och stod för 17 poäng, varav sju mål. Frölunda slutade på sjätte plats och ställdes därefter mot Färjestad BK i SM-slutspelet. I slutet av den första kvartsfinalmatchen slog Holmqvist, från sin plats i båset, till motståndaren Rickard Wallin; ett slag som knockade denne. Detta medförde att Holmqvist senare stängdes av från spel i tre matcher av Svenska Ishockeyförbundets disciplinnämnd. Holmqvist var åter i spel i match fem och spelade totalt fyra matcher under slutspelet. Laget slogs ut efter att ha förlorat den sjunde matchen med 3–1.
I slutet av april 2008 stod det klart att Holmqvist brutit sitt avtal med Frölunda. Initialt var han därefter överens om en övergång till Linköping HC men valde sen att skriva ett tvåårsavtal med seriekonkurrenten, och moderklubben, Djurgårdens IF. Holmqvist gjorde därefter sin poängmässigt och målmässigt bästa grundserie i Elitserien. På 53 matcher stod han för 19 poäng, varav 9 mål. Utöver detta var han den i laget som hade sämst plus/minus-statistik (-19). Laget slutade på tionde plats i grundserien och missade därmed att ta sig till slutspel. Säsongen 2009/10 stod Holmqvist för nio mål och lika många assistpoäng på 52 grundseriematcher. Laget slutade denna gång tvåa i grundserietabellen och i det följande slutspelet tog man sig till finalspel sedan man besegrat Brynäs IF (4–1) och Linköping HC (4–1) i kvarts- respektive semifinal. I finalserien föll man mot HV71 med 4–2 i matcher varför Holmqvist tilldelades ett SM-silver.
I slutet av maj 2010 bekräftades det att Holmqvist lämnat Djurgården och skrivit ett tvåårsavtal med seriekonkurrenten Linköping HC. Linköping slutade femma i grundserien där Holmqvist på 51 matcher stod för fem mål och lika många assist. Trots en relativt svag poängproduktion i grundserien var Holmqvist därefter en av lagets ledande spelare i slutspelet. Tillsammans med Patrik Zackrisson och Magnus Johansson var han Linköpings poängmässigt spelare och noterades för sju poäng på lika många matcher. Laget slogs ut i kvartsfinalserien av Skellefteå AIK med 4–3 i matcher. Under denna period spelade Holmqvist med smärtstillande på grund av ryggproblem, som senare visade sig vara diskbråck.
Under sommaren 2011 tvingades Holmqvist till operation efter sina skadebekymmer och det var initialt osäkert kring huruvida han skulle kunna fortsätta sin spelarkarriär. Han återvände emellertid till Linköping, dock missade han inledningen av grundserien 2011/12. Säsongen kom att bli Holmqvists poängmässigt sämsta som seniorspelare. På 48 matcher stod han endast för två assistpoäng. Även Linköping gjorde en sämre säsong då man misslyckades att ta sig till SM-slutspel för första gången sedan 2002/03.
Den 24 april 2012 meddelades det att Holmqvist återvänt till Djurgårdens IF, som då huserade i Hockeyallsvenskan, med ett ettårskontrakt. Inför säsongen utsågs han till en av lagets assisterande kaptener. Holmqvist gjorde debut i Hockeyallsvenskan den 12 september 2012 i en 3–2-seger mot Almtuna IS. I samma match stod han för sitt första mål i ligan, på Joel Lassinantti. Laget slutade på femte plats i grundserien och misslyckades därefter att ta sig till Kvalserien. På 49 grundseriematcher stod Holmqvist för 17 poäng, varav åtta mål. Den 24 april 2013 bekräftades det att Holmqvist förlängt sitt avtal med Djurgården med ytterligare en säsong. Säsongen 2013/14 var han en av Djurgårdens främsta målskyttar i grundserien. På 50 matcher stod han för 24 poäng, varav 15 mål. Laget slutade på tredje plats och tog sig därmed till Kvalserien där man med bättre målskillnad än Rögle BK tog den sista platsen för avancemang till SHL. I kvalet var han Djurgårdens näst främsta målskytt, bakom Jens Jakobs, med sex mål på tio matcher.
Djurgårdens IF bekräftade den 5 maj 2014 att man förlängt avtalet med Holmqvist med ytterligare en säsong. Djurgården slutade på nionde plats i grundserien där Holmqvist spelade 43 matcher och stod för tre mål och sex assist. Han missade sluttampen av säsongen på grund av skadeproblem. Efter säsongens slut, i mars 2015, bekräftades det att Holmqvist lämnade Djurgården och senare under året, den 7 oktober, meddelades det att han valt att avsluta sin karriär som ishockeyspelare.

### Landslag
1997 blev Holmqvist uttagen att spela U18-EM i Tjeckien med Sveriges U18-landslag. Sverige gick obesegrade genom turneringen, men slutade på andra plats, en poäng bakom Finland. Holmqvist spelade sex matcher och stod för ett mål och tre assistpoäng. Han var därefter också med och spelade JVM i Kanada 1999. Sverige gick obesegrade ur gruppspelet och ställdes mot värdnationen i semifinal, där man föll med 1–6. Man besegrades sedan även i bronsmatchen mot Slovakien, med 4–5. Holmqvist noterades för en assist på sju spelade matcher. Med 28 utvisningsminuter var han Sveriges mest utvisade spelare.
Den 2 april 2003 gjorde Holmqvist A-landslagsdebut i en träningsmatch mot Schweiz (1–1). Den 10 april 2008 noterades han för sitt första A-landslagsmål i en 1–4-seger mot Danmark. Han spelade kort därefter sitt första VM, som avgjordes i Kanada. Sverige lyckades ta sig igenom båda gruppspelsrundorna och slog sedan ut Tjeckien i kvartsfinal. Därefter föll man mot Kanada och Finland i semifinal respektive bronsmatch och slutade därmed fyra i turneringen. Holmqvist spelade sju matcher där han gick poänglös ur samtliga.

## Statistik

### Klubblag
| 1996–97           | Djurgårdens IF          | Elitserien        | 9   | 0  | 0  | 0  | 0   | —  | — | — | —  | —  |
| 1997–98           | Färjestad BK            | Elitserien        | 41  | 2  | 3  | 5  | 6   | 7  | 0 | 0 | 0  | 0  |
| 1998–99           | Färjestad BK            | Elitserien        | 15  | 0  | 0  | 0  | 0   | —  | — | — | —  | —  |
| 1998–99           | Hammarby IF             | Div. I            | 3   | 2  | 0  | 2  | 0   | —  | — | — | —  | —  |
| 1999–00           | HC TPS                  | Liiga             | 54  | 12 | 3  | 15 | 14  | 11 | 2 | 3 | 5  | 4  |
| 2000–01           | HC TPS                  | Liiga             | 46  | 4  | 5  | 9  | 8   | 11 | 2 | 3 | 5  | 4  |
| 2001–02           | HC TPS                  | Liiga             | 56  | 9  | 13 | 22 | 16  | 8  | 1 | 0 | 1  | 12 |
| 2002–03           | HC TPS                  | Liiga             | 56  | 15 | 25 | 40 | 36  | 7  | 0 | 0 | 0  | 4  |
| 2003–04           | Mighty Ducks of Anaheim | NHL               | 21  | 2  | 0  | 2  | 25  | —  | — | — | —  | —  |
| 2003–04           | Cincinnati Mighty Ducks | AHL               | 24  | 7  | 7  | 14 | 20  | —  | — | — | —  | —  |
| 2004–05           | Cincinnati Mighty Ducks | AHL               | 79  | 14 | 32 | 46 | 111 | 11 | 2 | 2 | 4  | 10 |
| 2005–06           | Chicago Blackhawks      | NHL               | 72  | 10 | 10 | 20 | 16  | —  | — | — | —  | —  |
| 2006–07           | Chicago Blackhawks      | NHL               | 63  | 6  | 7  | 13 | 31  | —  | — | — | —  | —  |
| 2007–08           | Frölunda HC             | Elitserien        | 53  | 7  | 10 | 17 | 51  | 4  | 0 | 0 | 0  | 2  |
| 2008–09           | Djurgårdens IF          | Elitserien        | 53  | 9  | 10 | 19 | 78  | —  | — | — | —  | —  |
| 2009–10           | Djurgårdens IF          | Elitserien        | 52  | 9  | 9  | 18 | 20  | 9  | 0 | 2 | 2  | 2  |
| 2010–11           | Linköping HC            | Elitserien        | 51  | 5  | 5  | 10 | 39  | 7  | 2 | 5 | 7  | 2  |
| 2011–12           | Linköping HC            | Elitserien        | 48  | 0  | 2  | 2  | 22  | —  | — | — | —  | —  |
| 2012–13           | Djurgårdens IF          | HA                | 49  | 8  | 9  | 17 | 69  | 6  | 1 | 1 | 2  | 4  |
| 2013–14           | Djurgårdens IF          | HA                | 50  | 15 | 9  | 24 | 28  | 10 | 6 | 2 | 8  | 4  |
| 2014–15           | Djurgårdens IF          | SHL               | 43  | 3  | 6  | 9  | 14  | —  | — | — | —  | —  |
| Elitserien totalt | Elitserien totalt       | Elitserien totalt | 365 | 35 | 45 | 80 | 236 | 27 | 2 | 7 | 9  | 6  |
| Liiga totalt      | Liiga totalt            | Liiga totalt      | 212 | 40 | 46 | 86 | 74  | 37 | 5 | 6 | 11 | 24 |
| NHL totalt        | NHL totalt              | NHL totalt        | 156 | 18 | 17 | 35 | 72  | 27 | 2 | 7 | 9  | 6  |

### Internationellt
| År            | Lag           | Turnering     | Matcher | Mål | Assists | Poäng | Utv. |
| ------------- | ------------- | ------------- | ------- | --- | ------- | ----- | ---- |
| 1997          | Sverige U18   | JEM           | 6       | 1   | 3       | 4     | 6    |
| 1999          | Sverige J20   | JVM           | 7       | 0   | 1       | 1     | 28   |
| 2008          | Sverige       | VM            | 7       | 0   | 0       | 0     | 6    |
| Junior totalt | Junior totalt | Junior totalt | 13      | 1   | 4       | 5     | 34   |
| Senior totalt | Senior totalt | Senior totalt | 7       | 0   | 0       | 0     | 6    |